# ASUS Eee PC
O ASUS Eee PC é um netbook projetado pela Intel e ASUS. Segundo a ASUS, o nome Eee (pronunciado como a letra I) deriva de "os três Es", uma contração de sua publicidade lema "Fácil de aprender, fácil de trabalhar, fácil de jogar" ("Easy to learn, Easy to work, Easy to play").
É menor que um notebook, com configurações de hardware reduzidas, para o atendimento de necessidades específicas, para atividades muito mais simples.

## Especificações
- Sistema Operacional: Windows® XP; ou Windows 7
  - Tela: 8.9" LED Backlight WSVGA (1024x600)
  - Processador(es): Processador Intel® N2600 (Dual Core; 1.6GHz) Atom™
  - Memória: DDR2, 1 x SO-DIMM, 1GB (máximo 2GB)
  - Armazenamento: HD: 320GB/500GB 3GB Web Storage
  - Rede de dados sem fio: WLAN 802.11 b/g/n @2.4GHz Bluetooth V3.0
  - Áudio: CODEC de áudio de alta definição Alto falantes de alta qualidade  Microfone de alta qualidade
  - Interface: 1 conector VGA 2 porta(s) USB 2.0; 1 x LAN RJ-45   1 saída HDMI  1 entrada(s) de áudio (Fone de ouvido/Mic-In)  Leitor de cartão: SD/ SDHC/ MMC
  - Bateria: USB 2.0: Bateria de 6 celulas Li-ion, dura até 12 hrs (6cells, 5200mAh, 56W/h)*4  Bateria de 3 celulas Li-ion, dura até 6 hrs (3cells, 2600mAh, 28W/h); Bateria de 6 celulas Li-ion, dura até 11 hrs 0 (6cells, 5200mAh, 56W/h)
  - Dimensões: 262 x 178 x 20.7 ~34.4 mm (largura x profundidade x altura)
  - Peso: 1.25 Kg (com 6 células de bateria) 1.1 Kg (com 3 células de bateria)
  - Cor: Textura : Azul, Pink, Roxo